# Męczeństwo św. Wawrzyńca (obraz Tycjana)
Męczeństwo św. Wawrzyńca (wł. Martirio di san Lorenzo) – obraz sufitowy renesansowego malarza weneckiego Tycjana, powstały w latach 1548–1559 i namalowany w jednej z kaplic kościoła Santa Maria Assunta.
Płótno zostało zamówione przez Lorenzo Massolo, głowy rodu Masolo już w 1546 roku i miało zostać umieszczone w kaplicy rodzinnej w kościele Santa Maria Assunta. Tematem miał być patron Massolo, Święty Wawrzyniec, który w III wieku, skazany przez cesarza Waleriana, zginął śmiercią męczeńską na rozżarzonych kratach. W 1557 roku zmarł Lorenzo Masolo, płótno jednak nadal nie było gotowe. Dopiero rok później znalazło się w kaplicy grobowej.
Tycjan bardzo wiernie odtworzył moment śmierci Wawrzyńca. U dołu obrazu na rozżarzonej kracie spoczywa męczennik ujęty w niespotykanym u Tycjana skrócie perspektywicznym. Pod nim płoną płomienie, które są podsycane przez jednego z oprawców. Drugi z nich długa pina przytrzymuje skazańca, niejako przyciskając do rusztu. Na drugim planie stoją żołdacy z powiewającą chorągwią. W tle znajduje się pałac rzymskiego cesarza lub gmach antyczny z wysokimi kolumnami i wielkimi schodami nawiązujący do architektury sansovinowskiej. Z lewej strony znajduje się ozdobny cokół na którym stoi pogański bóg. Malarz dla zwiększenia efektu wybrał porę nocną, rozświetlaną płonącym ogniem, które stanowi trzy źródła światła. Pierwszym jest wspomniany ogień pod rusztem, dwa pozostałe to pochodnie, gdzie jedna rozświetla posąg, a druga wychodzące postacie z gmachu. Jedynym obcym światłem jest blask padający z rozdartego nieba i oświetlający wyciągniętą rękę Wawrzyńca. Ta jasność płynąca z nieba zapowiada przyszłe zbawienie świętego.
W latach 1564–1567 Tycjan namalował dzieło poruszające ten sam temat i o tym samym tytule. Na płótnie powtórzył główne motywy kompozycyjne – scenę męczeństwa, pomnik z pogańskim bogiem, oprawcy, dodając jednocześnie nowe motywy, które zmieniały sens przekazu. Przestrzeń, na której rozgrywa się scena, została zmieniona, antyczny gmach został zastąpiony ciemną ścianą z oknem, za którym widać noc rozświetlaną księżycem. W miejsce światła z nieba Tycjan umieścił parę aniołków. Światło, które spełniało tak ważną rolę we wcześniejszej kopii, na tym płótnie jest mniej rozproszone, tworząc przez to silne kontrasty światłocieniowe, co z kolei spowodowało zatarcie się wszelkich form plastycznych i przestrzennych.